# Piaroa jezik
Piaroa jezik (ISO 639-3: pid), indijanski jezik porodice saliva kojim govori oko 12 200 Piaroa Indijanaca iz Venezuele (2001 popis) na južnoj obali Orinoca od rijeke Paguasa do Manipiarija, i svega 80 u Kolumbiji (1991 W. Adelaar) od 773 etničkih.
Ature, Quaqua i Piaroa su zasebna plemena koja su se služila ovim jezikom ili nejgovim dijalektima, a njihova plemenska imena jezikoslovci koriste kao alternativne nazive jezika piaroa.

## Vanjske poveznice
- Ethnologue (14th)
- Ethnologue (15th)